# Milnesium tetralamellatum
Milnesium tetralamellatum — вид тихоходів родини Milnesiidae.

## Поширення
Вид поширений у Східній та Південній Африці. Типовий зразок зібраний у Танзанії. Мешкає серед моху та у лісовій підстилці.